# Bertel Lauring
Bertel Lauring (11 de enero de 1928 – 28 de enero de 2000) fue un actor cinematográfico de nacionalidad danesa. 

## Biografía
Nacido en Frederiksberg, Dinamarca, sus padres eran los actores Gunnar Lauring y Henny Krause.
Debutó en el Teatro Dansk Skolescene en 1946. Tras formarse en el Odense Teater, tuvo la oportunidad de hacer pequeños papeles en teatros de Copenhague, pudiendo estudiar en 1952 en la escuela del Det kongelige Teater.
Al siguiente año actuó en diversos teatros de la capital, permaneciendo varios años al elenco del Aarhus Teater.
Además de su faceta teatral, Lauring actuó en la radio, el cine y la televisión. 
Bertel Lauring falleció en Dinamarca en el año 2000, siendo enterrado en el Cementerio Bispebjerg, en Copenhague.

## Selección de su filmografía
- Adam og Eva (1953)
- Natlogi betalt (1957)
- Tro, håb og trolddom (1960)
- Sømand i knibe (1960)
- Herr Korczak og børnene (1960)
- Det skete på Møllegården (1960)
- Soldaterkammerater på efterårsmanøvre (1961)
- Lykkens musikanter (1962)
- Der brænder en ild (1962)
- Premiere i helvede (1964)
- En ven i bolignøden (1965)
- Passer passer piger (1965)
- Jensen længe leve (1965)
- Gys og gæve tanter (1966)
- Krybskytterne på Næsbygård (1966)
- Brødrene på Uglegaarden (1967)
- Jag en kvinna, II - äktenskapet (1968)
- Min søsters børn vælter byen (1968)
- Der kom en soldat (1969)
- Ta' lidt solskin (1969)
- A Day at the Beach (1970)
- Tykke Olsen (1971)
- Hosekræmmeren (1971)
- Laila Løvehjerte (1972)
- Solens børn (1972)
- Olsen-bandens store kup (1972)
- Natten i ventesalen (1974)
- Mafiaen - det er osse mig! (1974)
- Olsen-banden på sporet (1975)
- Familien Gyldenkål (1975)
- Familien Gyldenkål sprænger banken (1976)
- Familien Gyldenkål vinder valget (1977)
- Skytten (1977)
- Firmaskovturen (1978)
- Olsen-banden går i krig (1978)
- Olsen-banden over alle bjerge (1981)